# Molí de la Cova
El molí de la Cova o molí de Faios, es troba localitzat en el paratge del Racó de la Cova, a la banda dreta del riu Vernissa, al camí del Borró, en Ròtova. Està situat a l’altra banda del riu.
L'aigua de la séquia arribava des del vell molí de Borró, a través de la séquia Mare, que queia directament al cub de 120 cm de diàmetre; encara que la topografia del terreny forma una xicoteta bassa rectangular que, potser, també va servir com a acumuladora. El salt era d’uns 7 metres fins a la carcau, cavitat on estava el rodet que movia un únic joc de moles catalanes. Fou construït entre els anys 1841 i 1845. Els molins tan sols molien a l’hivern perquè en l’estiu tota l’aigua del riu s’emprava per al reg.

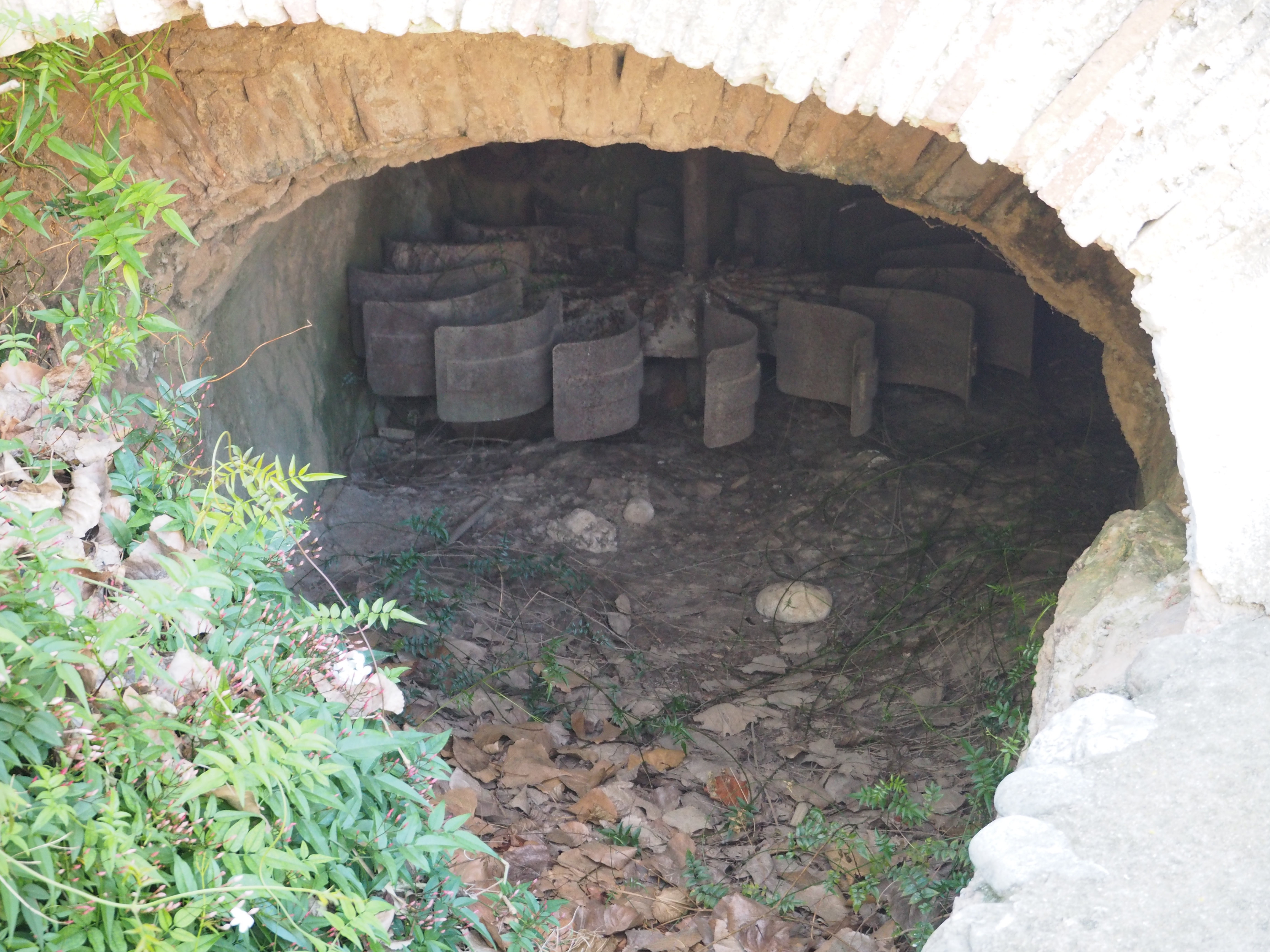
Interior del molí

Va ser propietat del monestir de Sant Jeroni de Cotalba fins a la desamortització dels béns eclesiàstics, quan el compra Tomàs Trenor. Des de principi de segle (1909), el moliner i arrendador n’era Ferran Boïgues Català. Al llarg de la primera meitat del segle XX el molí deixà de funcionar a causa de l’extrema sequera que patí el poble de Ròtova. L’any 1949 amb la venda dels antics arrendaments del Monestir,  el molí la Cova reprengué l’activitat de mans Vicent Fayos Garcia. El molí va estar actiu fins al 1954.
La seua estructura és la de dos xicotets edificis adossats de dos plantes. Per una banda la planta baixa que és la principal, on es troba la sala del molí d’uns 50 m2 i la cambra amb una crugia i sostrada a dos aigües. Per l’altra l’adossat amb crugia, teulada a dos aigües i una planta. L’edifici actual fou restaurat i convertit en segona residència a finals del segle xx, tot respectant l’estructura i maquinària del molí.
La Conselleria de Cultura i Esports de la Generalitat Valenciana el va declarar Be immoble d'Etnologia l'1 de gener de 2004.